# Drac de Montblanc

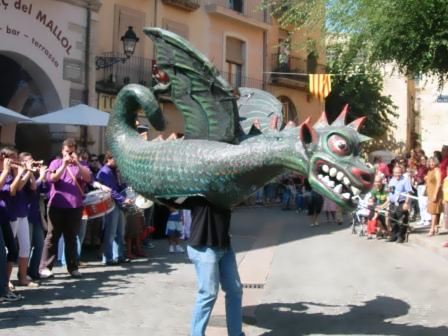
El drac de Montblanc

El Drac de Montblanc (conegut simplement com el Drac) és una peça del bestiari popular de la Vila Ducal de Montblanc (Conca de Barberà).
Festes i celebracions que li són pròpies: fires, corpus i festa major de Montblanc (8 i 9 de setembre).

## El Drac històric
Els dracs, com la resta del bestiari popular, tenen el seu origen en els entremesos que es realitzaven durant les processons del Corpus Christi. A la vila de Montblanc es considera que el Drac té uns inicis medievals però la primera referència escrita data de 1586 quan la Confraria de Jesucrist va encarregar la construcció d'un cap de drac que fou cremat per l'exèrcit castellà durant la Guerra dels Segadors.

## El Drac actual
Per a les Festes del LXXV Aniversari de la Coronació Canònica de la Mare de Déu de la Serra de Montblanc (1981) es va recuperar l'antic bestiari local, això és, el Drac, la Mulassa i l'Àliga, pintats per l'artista montblanquí Ismael Balanyà.
Poc després, es crearen els Dimonis de Montblanc per tal d'actuar juntament amb el Drac durant els correfocs. La primera actuació conjunta de la fera amb els seus acompanyants fou el 3 de març de 1984. Amb el temps, però, el Drac s'anà deteriorant fins que el 2005 es decidí de fabricar-ne un de nou per al lluïment durant les actuacions en correfocs, que s'anomenà Drac Nou.
L'any 2006 es presenta al públic el nou Drac Infantil, portat per una colla de nens amb els respectius grallers.